# Euoniticellus fulvus
Euoniticellus fulvus là một loài bọ cánh cứng trong họ Bọ hung (Scarabaeidae).